# بارت نيوفكوب
بارت نيوفكوب (بالهولندية: Bart Nieuwkoop)‏ (7 مارس 1996 ببيرخن أوب زووم في هولندا - ) هو لاعب كرة قدم هولندي في مركز الدفاع. لعب مع فاينورد.

## روابط خارجية
- بارت نيوفكوب على موقع الاتحاد الأوربي (الإنجليزية)
- بارت نيوفكوب على موقع قاعدة بيانات كرة القدم.إي يو (الإنجليزية)
- بارت نيوفكوب على موقع Soccerway.com (الإنجليزية)
- بارت نيوفكوب على موقع عالم كرة القدم.نت (الإنجليزية)
- بارت نيوفكوب على موقع AS.com (الإسبانية)